# Абрамцево (село, Дмитровский городской округ)
Абрамцево — село в Дмитровском районе Московской области, в составе сельского поселения Синьковское. До 2006 года Абрамцево входило в состав Бунятинского сельского округа.
1903 году строительство часовни в честь Святой Троицы. В 2013—2015 годах строительство Троицкого храма-часовни на месте разрушенной часовни.

## Расположение
Село расположено в западной части района, примерно в 17 км к северо-западу от Дмитрова, на междуречье Бунятки и Муравки (левые притоки Яхромы), высота центра над уровнем моря 135 м. Ближайшие населённые пункты — примыкающее на юге Бунятино и Горицы на юго-западе. Через село проходит автодорога А108 (Московское большое кольцо).

## Население
| 2002 | 2006 | 2010 |
| ---- | ---- | ---- |
| 56   | ↘51  | →51  |